# 川崎近海汽船
川崎近海汽船株式会社（かわさききんかいきせん、英: KAWASAKI KINKAI KISEN KAISHA,LTD.）は、東京都千代田区に本社を置く日本の海運会社。川崎汽船の完全子会社。

## 概要
1966年（昭和41年）5月1日に川崎汽船の内航営業権を譲渡されて設立し、内航、フェリー（八戸港 - 苫小牧港、宮古港 - 室蘭港）のほか、東南アジアやロシアなどに近海航路を開設し運航している。ファンネルマークは川崎汽船と同じ「赤地に白の K 」。

## 沿革
- 1966年（昭和41年）5月1日 - 川崎近海汽船株式会社を設立。
- 1970年（昭和45年）9月 - 日本近海汽船株式会社を吸収合併。
- 1992年（平成4年）4月1日 - シルバーフェリー株式会社を吸収合併[3][4]。
- 1995年（平成7年）3月 - 東京証券取引所第二部に上場。
- 2012年（平成24年）1月 - 新洋興産株式会社を吸収合併。
- 2022年（令和4年）
  - 3月16日 ‐ 川崎汽船による完全子会社化を発表。
  - 5月10日 - 臨時株主総会において株式交換を承認。
  - 5月30日 - 東京証券取引所スタンダード市場上場廃止。
  - 6月1日 - 簡易株式交換により、川崎汽船の完全子会社となる[5]。

## シルバーフェリー

### 概要
シルバーフェリーは、八戸港 - 苫小牧港を結ぶフェリー航路の愛称である。1971年11月に八戸市で同名の会社が設立され1973年4月25日から八戸 - 苫小牧航路に就航、1992年4月に川崎近海汽船に合併される。
「シルバーフェリー」の名称は北海道の銀嶺をイメージし、明るい若人にもアピールするものとして名づけられた。現行のロゴマークは2012年の「シルバープリンセス」就航に合わせ同船の内装に関わった笠井統太がデザインを担当した。
1979年から2006年（平成18年）までは東日本フェリーと共同運航していたが、同年11月末をもって同社が撤退したさいに共同の持船であった「フェリーはちのへ」の譲渡を受けたほか、就航していた「べにりあ」「べが」を同社（所有会社の詳細は、#船舶の節を参照）から借り受け、2023年現在は自社船である「シルバープリンセス」「シルバーティアラ」と裸傭船「シルバーエイト」傭船「シルバーブリーズ」の4隻体制となっている。

### 沿革
- 1968年 - 川崎近海汽船が八戸-苫小牧フェリー航路計画の検討を開始[8]。
- 1969年 - 楢崎産業の八戸-苫小牧貨物航路フェリー転換計画と一本化し、川近・楢崎の協業で正式合意[8]。その後具体案として川近が主体となり楢崎が資本参加・企画担当者派遣を行う形とした[8]。
- 1970年
  - 8月 北日本カーフェリー（仮称）設立準備室立ち上げ[8]
  - 9月 川崎汽船系の川崎近海汽船・北海運輸、楢崎産業と傘下の楢崎造船・楢崎石油商事の共同出資で北日本カーフェリーとして八戸苫小牧航路計画を北海道・東北両海運局に申請[9]。
- 1971年10月 川崎近海汽船・楢崎産業を核に栗林商会・楢崎造船・北海運輸・三八五交通・八戸港湾運輸・川崎汽船・東京海上火災などの資本参加によりシルバーフェリー株式会社設立[10]。
- 1972年
  - 7月10日 シルバーフェリー・東日本フェリーの間で両社1隻ずつの運航と八戸港の施設共同使用による共同運航体制を合意[11]。
  - 9月18日 八戸 - 苫小牧航路開設免許交付[12]
- 1973年4月25日 「シルバークイーン」で八戸 - 苫小牧航路に就航[6]。就航当初のファンネルは赤地に白で、三日月型を二つ連ねシルバーフェリーの頭文字の「S」の形とし白いカモメが羽ばたく様子を模したデザインとした。
- 1979年11月 東日本フェリーとの共有船「フェリーはちのへ」就航、1日2便体制に増便[6]。
- 1982年9月 「シルバークイーン2」就航。初代シルバークイーン退役[6]。
- 1986年6月 石川島播磨重工業磯子工場にて「シルバークイーン2」の船体延長工事を実施。
- 1988年6月 函館どつくにて「シルバークイーン2」大浴場増設工事を実施。
- 1989年7月 二代目「フェリーはちのへ」就航。初代フェリーはちのへ退役[6]。
- 1992年4月1日 シルバーフェリー、川崎近海汽船と合併[3][6][13]。ファンネルマークは変更なしで、社旗は川崎近海汽船グループの物を使用。
- 1998年3月 三代目「シルバークイーン」就航。八戸→苫小牧の航海時間を2時間短縮し7時間となる[6]。本船よりファンネルマークが川崎近海汽船グループの赤地にKのデザインとなる。
- 2001年
  - 9月 苫小牧→八戸の航海時間を2時間短縮し7時間となる[6]。
  - 11月 「シルバークイーン」初代以来通算10000航海達成[6]。
- 2006年12月1日 東日本フェリー苫小牧 - 八戸航路撤退に伴い同社の「べにりあ」「べが」を借り受けて就航。1日4往復体制となる。
- 2011年
  - 3月11日 - 東日本大震災による八戸港被災のため、八戸 - 苫小牧航路を休止。
  - 3月22日 - 7月10日 八戸港被災に伴う代替として、苫小牧港 - 青森港堤埠頭間で臨時便を運航[14][15]。
- 2012年
  - 4月8日 「シルバープリンセス」就航。本船より船名ロゴに初代ファンネルに用いられた「S」マークがリニューアルのうえ再使用される。
  - 4月26日 二代目「フェリーはちのへ」退役。
- 2013年6月30日 「シルバーエイト」就航。「べが」退役。
- 2017年4月1日 八戸港フェリーターミナル第2バース完成、2隻同時接岸を開始[16]。
- 2018年
  - 4月25日 「シルバーティアラ」就航[17]。2等寝台の種別を個室タイプの「2等寝台A」・大部屋タイプの「2等寝台B」の2種に改定し大部屋タイプの料金を値下げする[18]。
  - 6月22日 宮古 - 室蘭航路を1日1往復で新規開設、「シルバークイーン」を改修し宮古発便より就航[19][20]。
  - 10月6日 宮古 - 室蘭航路を上り便のみ八戸への寄港を追加し週6便運航に再編する。
- 2019年7月12日 - 宮古 - 室蘭航路の八戸からの乗船受け入れを終了[21]。
- 2020年
  - 2月14日 - 3月13日 - 客船ダイヤモンドプリンセスの新型コロナウイルス集団感染の対策支援のため「シルバークイーン」を横浜港に派遣。
  - 3月31日 - 室蘭 - 八戸 - 宮古航路休止。
  - 4月1日 - 八戸 - 室蘭航路開設。
- 2021年
  - 6月6日 - 「べにりあ」退役。
  - 6月16日 - 「シルバーブリーズ」就航。
- 2022年1月31日 - 八戸 - 室蘭航路休止、「シルバークイーン」（3代目）引退。

### 航路
- 八戸港（青森県八戸市 八太郎地区3号埠頭） - 苫小牧港（北海道苫小牧市 西港フェリーターミナル）

過去の航路
- 宮古港（岩手県宮古市 藤原埠頭） - 八戸港（2018年10月より室蘭発便のみ寄港） - 室蘭港（北海道室蘭市 入江地区室蘭港フェリーターミナル）
  - 2015年3月10日に、同社より宮古 - 室蘭間のフェリー航路の開設を検討している旨の発表があり[22]、翌年3月7日に開設正式決定を発表[19]。航海時間は約10時間で、1日1往復。観光・物流需要が見込めることや、両港の自治体の誘致に加え、厚生労働省が定めるトラック運転手の業務改善基準において運転手が連続8時間の休憩をとれることも理由の一つであり[23]、苫小牧港発着の航路が過密状態にあることから室蘭港が選定された。
  - 2018年6月22日に開設[19]。室蘭港への定期フェリー就航は2008年以来10年ぶりとなった[24]。
  - 2018年10月6日の運航より、需要の低迷を受けて再編が行われ、毎日運航から週6回の運航に減便するとともに、宮古行きのみ八戸も経由するようになった（これに伴い所要時間が延びている）[25]。なお2019年7月12日に八戸を発着する便より、八戸は下船専用での寄港となった（八戸→宮古での区間利用は不可）[26]。さらに2019年12月20日には、2020年3月31日の運航をもって宮古への発着を取りやめ、室蘭 - 八戸間の運航に変更する予定であることが発表された[27]。理由としては、八戸港が高速道路とのアクセスがよく、八戸で下船する貨物トラックが多かったことが挙げられている[28]。
- 八戸港 - 室蘭港
  - 上述の通り、宮古 - 室蘭の航路を2020年4月から八戸 - 室蘭の航路に変更して[29]継続された。
  - しかしこちらも2021年に年内で休止する方針が発表され[29]、その後2022年1月31日発の便をもって休止となった[30]。

### 船舶

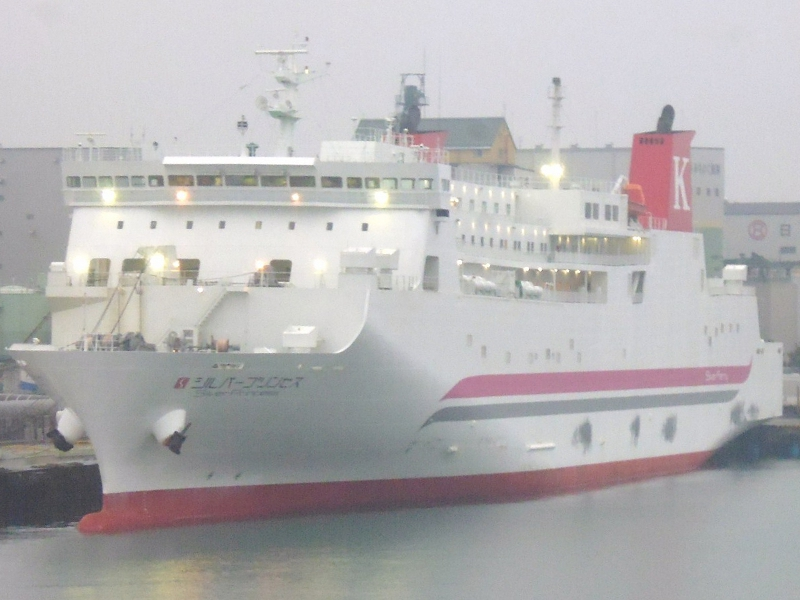
シルバープリンセス - 八戸港

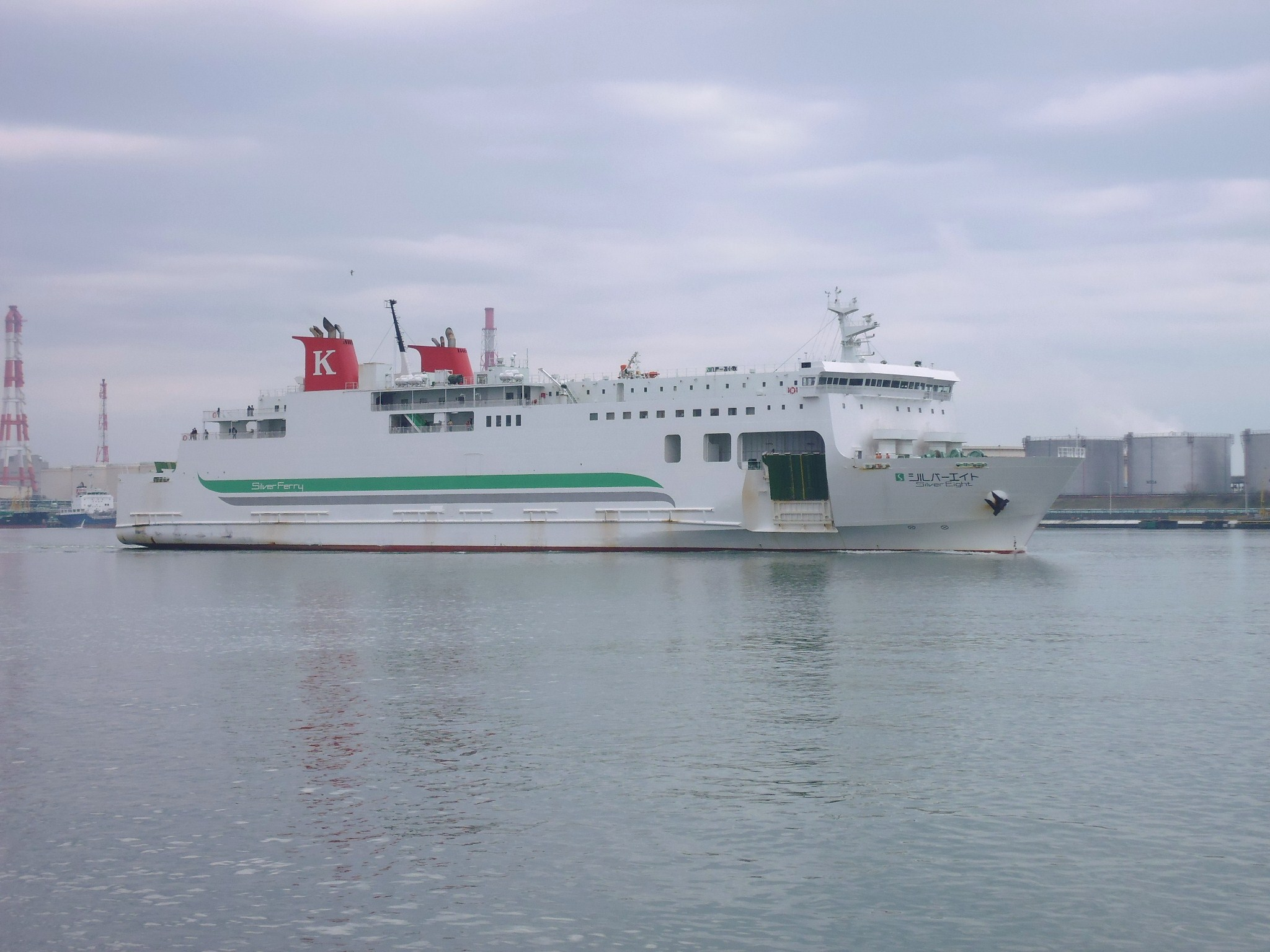
シルバーエイト - 苫小牧港

- シルバープリンセス

2012年（平成24年）4月竣工。10,536総トン。全長150m、全幅20.7m、航海速力20.5ノット。
旅客定員500名。車両積載数：トラック92台、乗用車30台。三菱重工業下関造船所建造。
イメージカラーはピンク。「フェリーはちのへ」の代替新造船として就航。
- シルバーエイト

2013年（平成25年）6月竣工。9,483総トン。全長142.59m、全幅23.40m、航海速力20.5ノット。
旅客定員600名。車両積載数：トラック68台、乗用車30台。内海造船瀬戸田工場建造。
イメージカラーは緑。鉄道建設・運輸施設整備支援機構および津軽海峡フェリーの共有船を用船し、「べが」の代替新造船として就航。
2015年7月から、北海道発着のフェリーとして初めて電気自動車用の船内充電設備を運用開始。
- シルバーティアラ

2018年4月竣工。約8,600総トン、全長148.80m、全幅23.40m、深さ14.10m、航海速力19.7ノット。
旅客定員494名（24時間未満）。車両積載数：トラック約82台、乗用車約30台、大型バイク約57台。内海造船瀬戸田工場建造。
イメージカラーは紫。「シルバークイーン」の代替船として2018年4月25日苫小牧発便にて就航。
シルバーフェリーでは初のスタンスラスターを装備しているほか、客室昇降設備としてエスカレーターが装備されている。
- シルバーブリーズ

2021年6月竣工。約8,900総トン、全長145.00m、全幅23.00m。
旅客定員600名。車両積載数：トラック約82台、乗用車約30台。内海造船瀬戸田工場建造。
「べにりあ」の代替船として就航。

### 過去の船舶

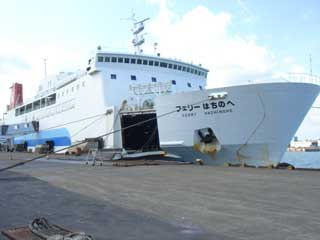
フェリーはちのへ - 八戸港

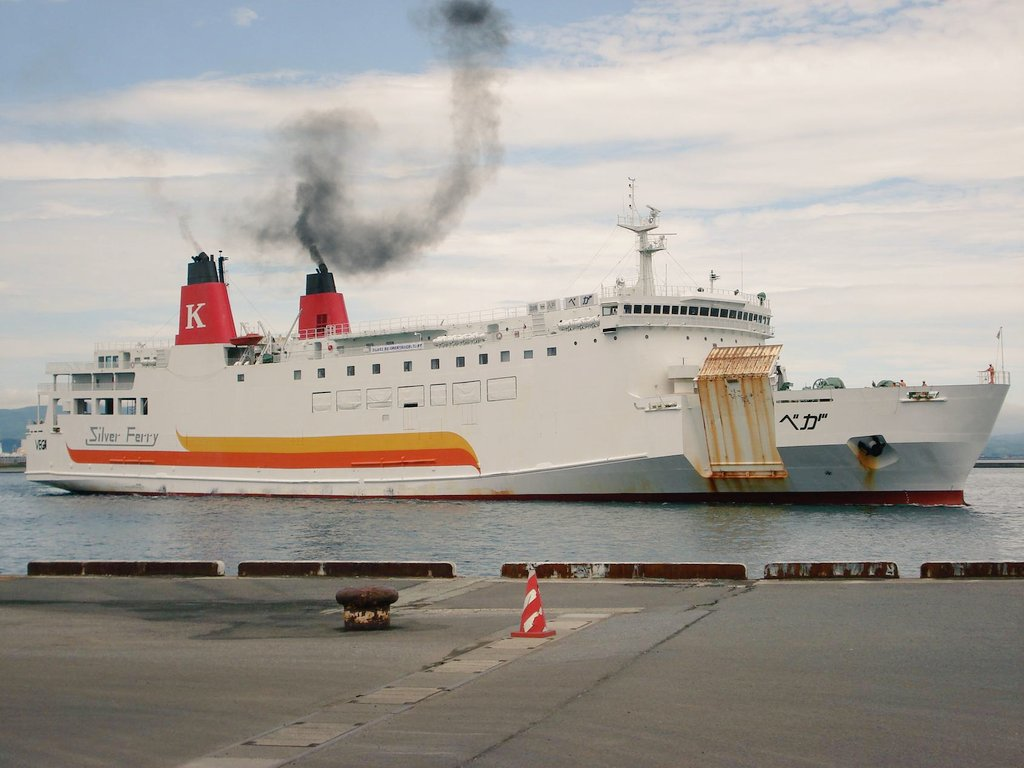
べが - 青森港

- シルバークイーン (初代)

1973年3月竣工。3,774総トン。全長109.0m、全幅17.4m、出力8,000馬力、航海速力17.0ノット（最大19.0ノット）。
旅客定員520名。車両積載数：トラック40台、乗用車50台。楢崎造船建造。
1982年引退。
- フェリーはちのへ (初代)

1979年10月竣工。3,774総トン。全長114m、全幅19.0m、出力12000馬力、最大速力21ノット。
東日本フェリーとの共有船。
旅客定員520名。車両積載数：トラック40台、乗用車50台。今治造船今治工場建造。
1988年引退。
- シルバークイーン2

1982年9月竣工。4,213総トン。全長120.6m。
旅客定員439名。車両積載数：トラック52台、乗用車68台。新潟鐵工所建造。
1985年船体延長改造、全長133.7m。総トン数4,821t、旅客定員468名。車両積載数：トラック59台、乗用車83台。
1998年引退。
- フェリーはちのへ (2代)

1988年（昭和63年）12月竣工。5,603総トン。全長126.6m、全幅20.7m、出力11,480ps、航海速力18.2ノット（最大21.5ノット）。
旅客定員520名。車両積載数：トラック57台、乗用車93台。内海造船（瀬戸田）建造。
東日本フェリーとの共有船。東日本フェリーの苫小牧-八戸航路撤退時に同社側の共同持ち分を譲渡され就航していたが、2012年の「シルバープリンセス」就航に伴い、同年4月25日夜便を以って引退した。引退後は、苫小牧港北埠頭に係船後、インドネシアの「PT. Jemla Ferry」に売却され、「RAJARAKATA」として就航中。イメージカラーは青と水色。
- べが (2代)（VEGA、2代目）

1990年（平成2年）3月竣工、2005年（平成17年）改造。6,698総トン。全長134.6m、全幅21.0m、航海速力20.0ノット（最大20.0ノット）。
旅客定員600名。車両積載数：トラック96台、乗用車20台。三菱重工業下関造船所建造。A&Aが所有。イメージカラーはオレンジと黄色。
従来から同航路に就航し、東日本フェリーの撤退後も用船し就航していたが、2013年の「シルバーエイト」就航に伴い、同年6月30日昼便を以って引退した。引退後は、函館港の津軽海峡フェリーターミナルに係船後、キリバスに売却され（後にインドネシア船籍）、「DHARMA RUCITRA.1」として就航。
- べにりあ（VENILIA、2代目）

1998年（平成10年）5月竣工、2005年（平成17年）改造。6,558総トン。全長134.6m、全幅21.0m、出力16,000ps、航海速力19.4ノット（最大20.0ノット）。
旅客定員450名。車両積載数：トラック67台、乗用車14台。三菱重工業下関造船所建造。東洋汽船が所有。
イメージカラーは黄緑。従来から八戸-苫小牧航路に就航し、東日本フェリーの撤退後も用船し就航していたが。2021年の「シルバーブリーズ」就航に伴い、同年6月6日朝便を以て引退。引退後は、函館港西埠頭にて係船。。
- シルバークイーン（3代目）

1997年（平成9年）9月竣工、2000年（平成12年）改造。7,005総トン。全長134.0m、全幅21.0m、出力24,000ps、航海速力20.7ノット（最大23.2ノット）。
旅客定員600名。車両積載数：トラック92台。三菱重工業下関造船所建造。
イメージカラーはライトブルー。「シルバーティアラ」就航後に苫小牧航路を離れ、2018年6月より室蘭 - 宮古航路に配船、その後室蘭 - 八戸 - 宮古航路や室蘭 - 八戸航路への転換を経て2022年1月の室蘭 - 八戸航路休止をもって引退。
2015年7月31日に発生した商船三井フェリー「さんふらわあ だいせつ」火災事故にあたり救助活動に参加。乗客39人を救助し、当該船の目的地であった苫小牧港まで輸送した。

### 船内サービス
- ドライバーズルームのほか、オートレストランや浴場を設置している。
- 東日本フェリー所有の「べにりあ」は2等寝台が設置されていないなどの違いがある。
- 清涼飲料水やカップラーメンの自動販売機は設置されているが、現在はタバコや酒類の自動販売機は設置されていない。酒類は出港1時間後まで売店で販売される。
- 貸毛布の料金は1枚400円（国内航路で最高額・2019年04月より改訂）。クリーニング済の毛布が貸与される。なお、2等寝台、1等、特等船室には毛布が備え付けられている（無料）。

### 他の公共交通機関との接続
- バスはいずれも一部便にのみ接続して運行。
- フェリー・バスセット券「札幌・八戸なかよしきっぷ」「札幌・盛岡なかよしきっぷ」の設定あり[35][36]。
- この他直接の接続はないものの、青い森鉄道との連携切符として青森駅・野辺地駅・三沢駅 - 八戸駅間の乗車券と八戸港 - 苫小牧港のフェリーのセットで2017年10月より「青森・苫小牧てつなかきっぷ」を設定。

札幌・八戸/盛岡両なかよしきっぷ共通利用可
- 苫小牧フェリーターミナル - 苫小牧駅 - 札幌駅バスターミナル（北海道中央バス「高速とまこまい号」）

札幌・盛岡なかよしきっぷのみ利用可
- 八戸港 - 本八戸駅 - 三日町（南部バス「シルバーフェリーシャトルバス」）
- 八戸港 - 八戸ラピアバスターミナル - 本八戸駅 - 盛岡駅 - 河南地区バス仮設乗降場（岩手県北バス「八盛号」）

青森・苫小牧てつなかきっぷ利用可
- 青森駅 - 八戸駅（青い森鉄道 青森駅・野辺地駅・三沢駅発着を設定 八戸駅 - 八戸港間は別料金、2018年4月よりアクセスバス有）

過去の設定
- 札幌・宮古なかよしきっぷ - 室蘭-宮古航路と室蘭フェリーターミナル - 札幌駅バスターミナル間の道南バス「高速白鳥号」をセットとした。

## その他の船舶
- RO-RO船
  - 南王丸 - 1999年（平成11年）12月建造。9,382総トン、全長167.7m、航海速力20.5ノット。
  - 勇王丸 - 2001年（平成13年）6月、今治造船で建造。9,348総トン、全長149.9m、航海速力20.7ノット（他社との共有船）。
    - 車両積載数12mシャーシ105台・乗用車36台、ドライバー定員12名。

  - 神川丸（三代目）[38] - 2002年（平成14年）9月、今治造船で建造。13,018総トン、全長161.84m、航海速力22.0ノット。
  - 豊王丸 - 2006年（平成18年）6月、今治造船で建造。13,950総トン、全長173.34m、航海速力23.5ノット。
    - 車両積載数12mシャーシ130台・乗用車64台、ドライバー定員12名。二代目「ほくれん丸」として就航、2019年4月に現船名に改名。

  - 冨王丸（二代目） - 2006年（平成18年）7月、今治造船で建造。13,950総トン、全長173.34m、航海速力23.5ノット。
    - 車両積載数12mシャーシ130台・乗用車64台、ドライバー定員12名。二代目「第二ほくれん丸」として就航、2019年5月に現船名に改名。

  - ほくれん丸（三代目） - 2012年（平成11年）10月、内海造船因島工場で建造。11,386総トン、全長173.08m、航海速力22.6ノット。
    - 車両積載数12mシャーシ160台・乗用車100台、ドライバー定員12名。四代目「ほっかいどう丸」として就航、2019年4月に現船名に改名。

  - 北王丸（五代目） - 2014年（平成26年）5月、内海造船因島工場で建造。11,500総トン、全長173.1m、航海速力23.5ノット。
    - 車両積載数12mシャーシ160台・乗用車100台、ドライバー定員12名。

  - 第二ほくれん丸（三代目） - 2016年（平成28年）10月、内海造船因島工場で建造。11,430総トン、全長173.1m、航海速力22.6ノット。
    - 車両積載数12mシャーシ160台・乗用車100台、ドライバー定員12名。初代「冨王丸」として就航、2019年5月に現船名に改名。
- その他
  - 須寿川丸 - プッシャーバージ船。1992年（平成4年）7月、新高知重工で建造。494総トン。航海速力9.8ノット。
  - 美津川丸 - 石灰石運搬船。2007年（平成19年）10月、西造船で建造。3,497総トン、全長105.54m、航海速力12.5ノット。
  - JP COSMOS - 石炭運搬船。2008年（平成20年）2月、三浦造船所で建造。7,287総トン、全長115.0m、航海速力12.0ノット（他社との共有船）。

### 過去の船舶

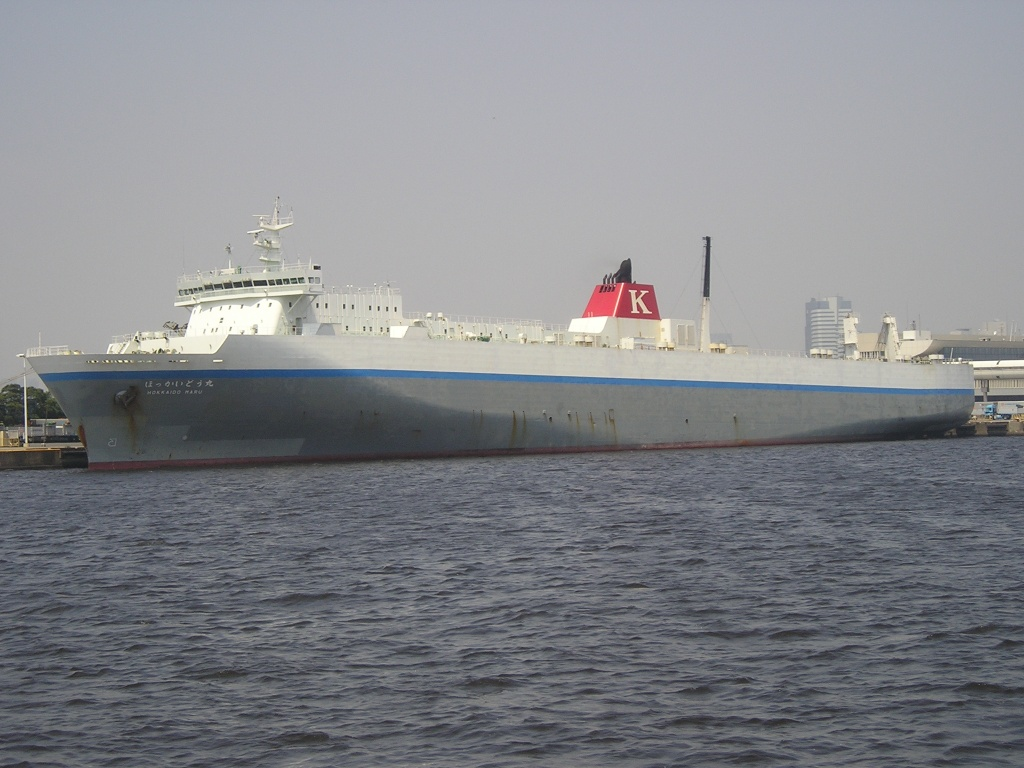
ほっかいどう丸(三代目) - 東京港

- ほくれん丸（初代）→ひたち - 1993年、今治造船で建造。7,096総トン。航海速力22.0ノット。2006年二代目の就航に伴い「ひたち」に改名。2014年売却。
- 第二ほくれん丸（初代）→げんかい - 1997年（平成9年）6月、今治造船で建造。7,097総トン。航海速力22.0ノット。2006年二代目の就航に伴い「げんかい」に改名。2012年売却。
- ほっかいどう丸
  - 初代:1976年就航。石川島造船化工機建造。全長128.2m、3,751総トン、速力15.8ノット、車両積載数8.5トントラック107台[39]。
    - 1979年に日本沿海フェリー「とまこまい丸」・共有船「とうきょう丸」と同等の性能とすべく改造を行い全長155.9m、4,839総トン、速力20.0ノット、車両積載数トラック154台に拡張[40]。

  - 二代目:1989年就航。川崎重工業坂出工場建造。全長155.0m、7,195総トン、速力20.5ノット、車両積載数トラック154台[41]。
  - 三代目:1999年9月、三菱重工業下関造船所建造。12,526総トン。全長199m、航海速力30.0ノット。
    - 車両積載数8.5mトラック200台・乗用車46台、ドライバー定員12名。
    - 「さんふらわあ とまこまい」と同型船。2007年引退。世界最速のRO-RO船として1999年シップ・オブ・ザ・イヤーを受賞。

## メディア
過去
- HBCラジオで月曜から金曜の夕方に放送されていた『小沢昭一の小沢昭一的こころ』（TBSラジオ制作）でスポンサーを務めていた。
- 北海道文化放送(UHB)の天気予報でスポンサーを務め（火曜22:54 - 23:00→日曜21:54 - 22:00）、番組内では船内の様子をメインとしたイメージ映像を流していた。

現在
- テレビ北海道にて旅コミ北海道じゃらんdeGO!のスポンサーのひとつを務める。
- 2020年より女子スキージャンプ選手の高梨沙羅とスポンサー契約を締結。